# Allueva
Allueva – gmina w Hiszpanii, w prowincji Teruel, w Aragonii, o powierzchni 18,65 km². W 2011 roku gmina liczyła 21 mieszkańców.